# Parque Municipal do Rio Tibagi
O Parque Municipal do Rio Tibagi é uma unidade de conservação municipal localizada no município de Telêmaco Borba, na região dos Campos Gerais, no segundo planalto paranaense, do estado do Paraná.

## História

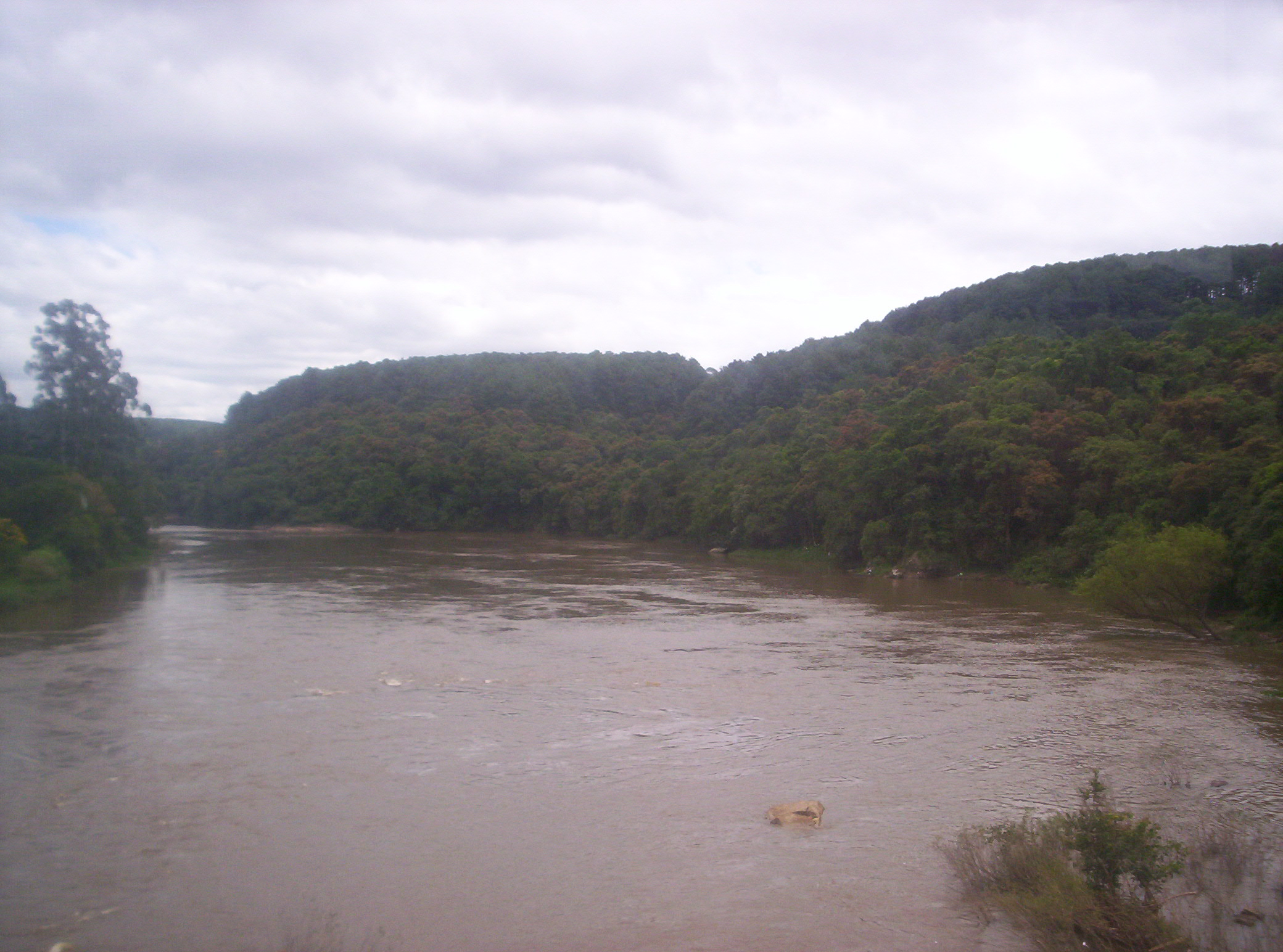
Vista do rio Tibagi as margens do Parque Municipal.

O nome do parque é uma homenagem ao principal rio que corta a região, o rio Tibagi, estando localizado a margem esquerda deste. O rio Tibagi foi bastante explorado economicamente, tendo em seu passado uma intensa atividade minerária, merecendo atenção os depósitos de diamante, onde o aproveitamento era bastante viável, principalmente na região de Telêmaco Borba. O termo Tibaji deriva do idioma indígena, significando "muitas cachoeiras" (Tiba = "muito", e ji = "cachoeiras").
O parque, considerado um equipamento turístico do município, foi criado pela prefeitura de Telêmaco Borba no ano de 2000, sendo inaugurado no dia 22 de abril, na gestão do prefeito Carlos Hugo Wolff von Graffen. Com aproximadamente 3,5 hectares, a criação do parque tem como objetivo proteger os ecossistemas naturais, bem como os habitats, a vegetação de mata ciliar, a fauna, tanto a fauna terrestre, a avifauna e a aquática, conservando os atributos da natureza, protegendo o manancial de águas e proporcionando o desenvolvimento de pesquisas e educação ambiental.
O parque abriga diferentes espécies de animais, aves e plantas típicas de fundo de vales, pertencentes à Mata Atlântica. A vegetação, que foi recuperada, sofreu anteriormente com a antropização, sendo que o local tinha sido fortemente impactado no passado com a ocupação de moradias irregulares nas margens do rio Tibagi. No final da década de 1990, visando um projeto de planejamento territorial urbano, as pessoas que habitavam próximo a área do parque foram remanejadas para uma área segura e regularizada, tendo a iniciativa sido contemplada com um programa de moradia popular. Sendo assim, foi feita a readequação da área do parque, buscando replantar espécies nativas de árvores para compor a área de preservação permanente.

## Infraestrutura

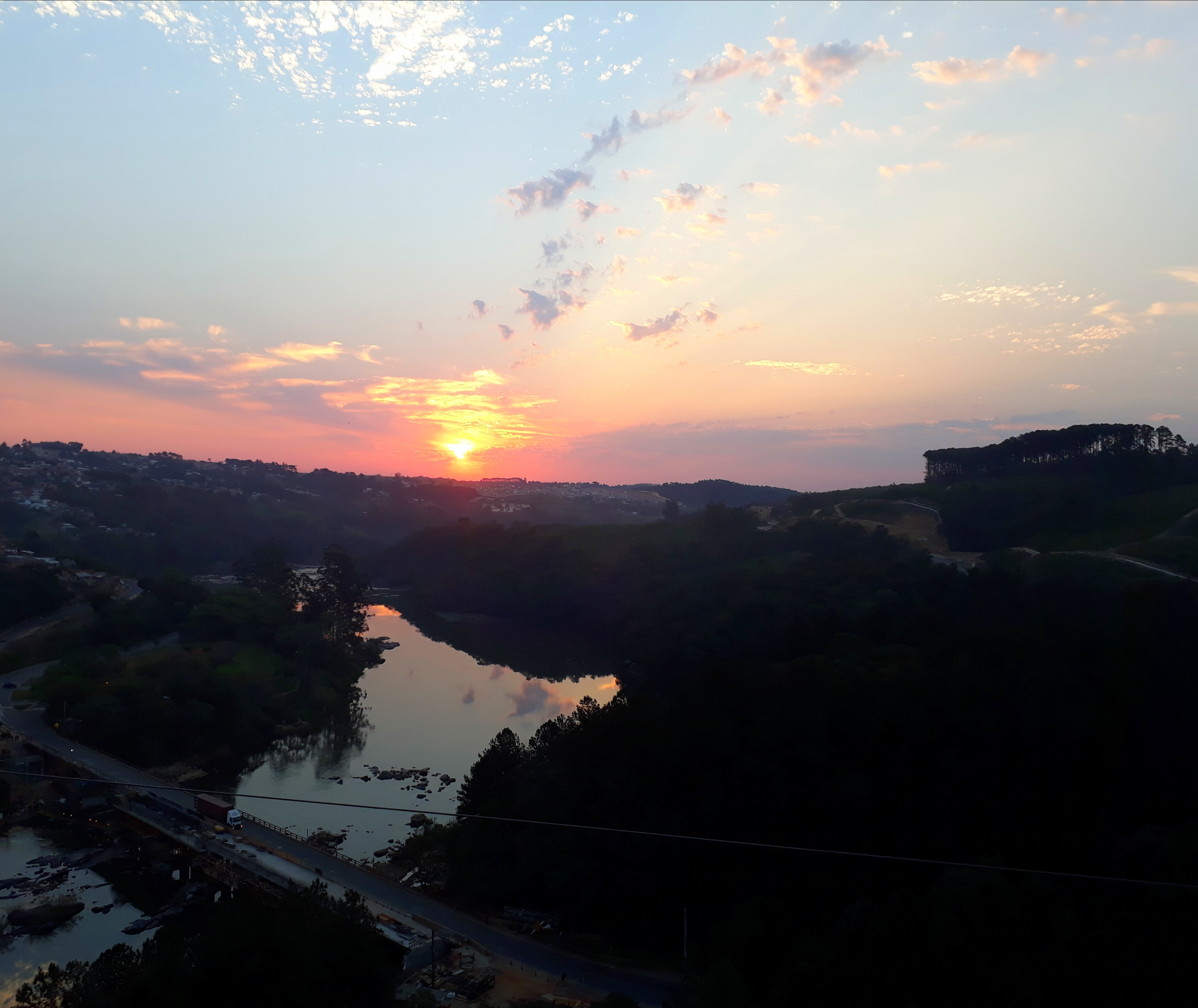
Vista do pôr do sol as margens do rio, no Parque Municipal.

O visitante pode encontrar no parque estacionamento para carros, um portal rústico de madeira, quadra de areia, parquinho (parque infantil), sanitários, trilhas, quiosques, mirantes, sendo possível contemplar as corredeiras do rio Tibagi, o bonde aéreo, a ponte da PR-160 e a unidade Monte Alegre da Klabin S.A..
O parque possui serviços de fornecimento de água tratada e energia, coleta de esgoto e resíduos sólidos, além de cobertura de telefonia fixa e móvel. No ano de 2008 o parque foi revitalizado pela primeira vez desde a sua abertura ao público. Observa-se a necessidade de manutenção no parque, revitalização dos equipamentos existentes, remodelação de áreas de recreação, bem como a criação de novos atrativos. Toda a estrutura de recursos humanos é fornecida pela prefeitura municipal, que também é responsável pela gestão, segurança e manutenção do parque.
O acesso ao parque pode ser feito pela PR-160, conhecida como Rodovia do Papel, limítrofe ao bairro Jardim Bela Vista. Está localizado a uma altitude média de 700 metros acima do nível do mar, próximo da ponte que liga a cidade de Telêmaco Borba ao bairro de Harmonia, onde está instalada a sede da Klabin S.A..

## Galeria

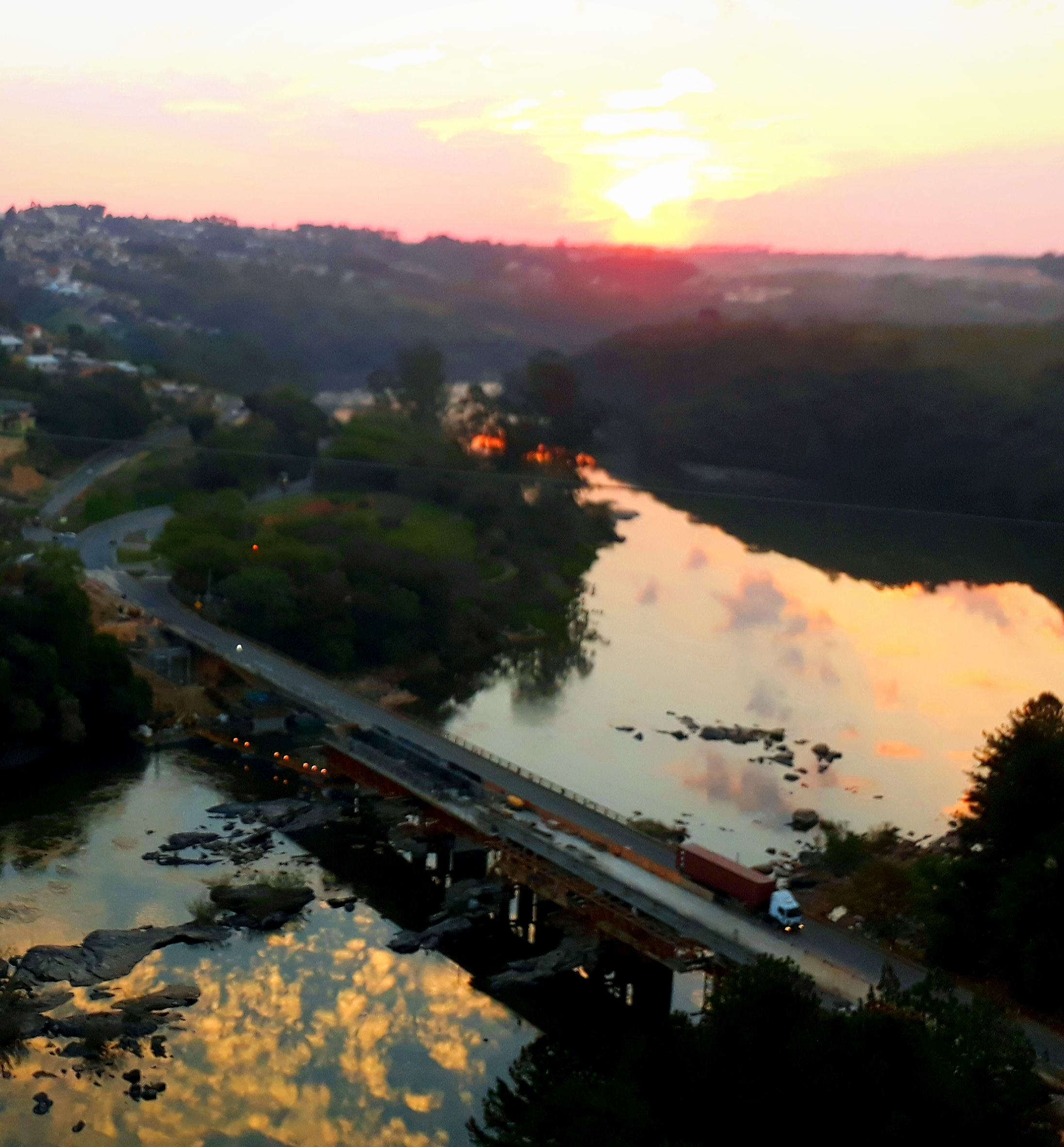
Vista do Parque Municipal do Rio Tibagi e a ponte.
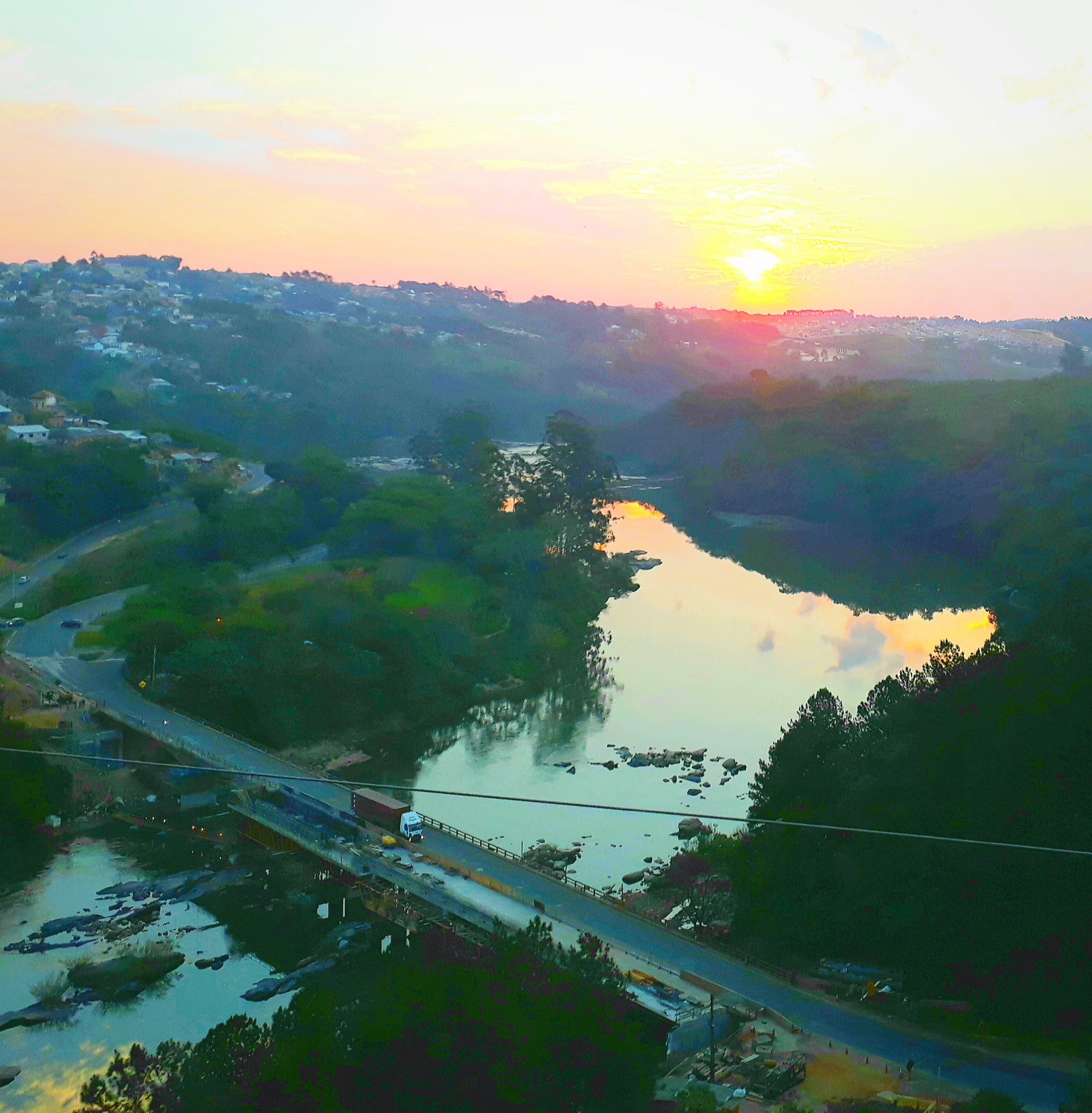
Vista do Parque Municipal do Rio Tibagi e a ponte.
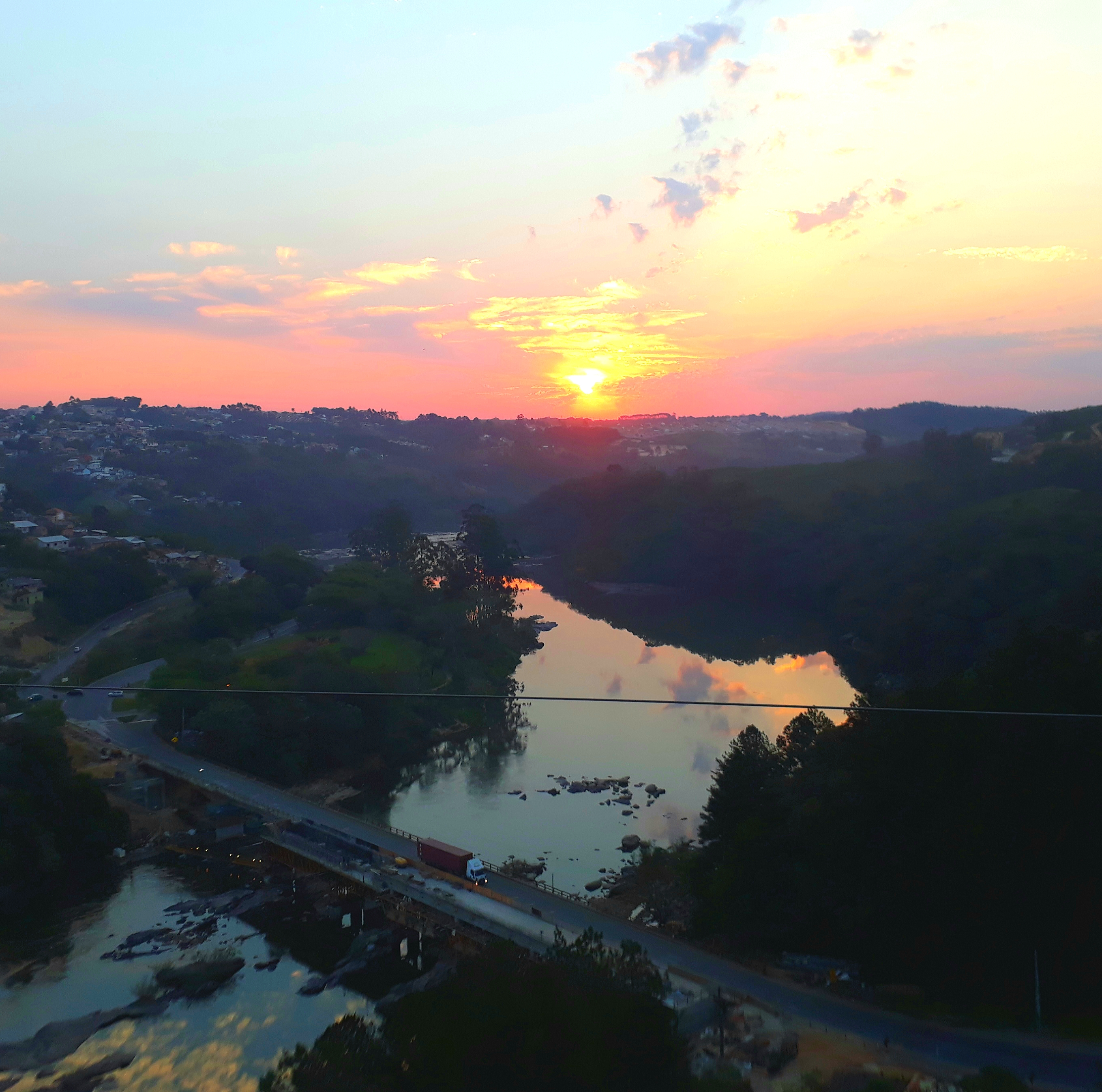
Vista do Parque Municipal do Rio Tibagi e a ponte.